# Теонесте Багосора
Теонесте Багосора (руанд. Théoneste Bagosora; 16 серпня 1941 — 25 вересня 2021) — руандійський військовий офіцер, виконав ключову роль в організації геноциду в Руанді 1994 року, за що був засуджений до довічного ув'язнення Міжнародним кримінальним трибуналом щодо Руанди (МТР). У 2011 році в апеляційному порядку вирок було зменшено до 35 років позбавлення волі. 25 вересня 2021 року він помер у тюремній лікарні в Малі, де проходив лікування від серцевих захворювань.

## Рання життя і кар'єра
Багосора народився в селищі Гісіє в районі Ньябігу, Західна провінція, Руанда. У 1964 році закінчив Офіцерську школу в Кігалі у званні другого лейтенанта. У 1982 році він закінчив з відзнакою Інститут високих досліджень національної оборони у Франції. Під час своєї військової кар'єри він служив заступником командира Вищої військової школи у Кігалі та командиром військового табору Каномбе.
29 квітня 1970 року йому присвоєно звання капітана, а звання полковника став у жовтні 1989 року.
У червні 1992 року був призначений на посаду начальника апарату Міністерства оборони. Незважаючи на офіційну відставку з армії 23 вересня 1993 року, він зберіг цю посаду до втечі з країни в липні 1994 року.

## Роль у геноциді
Багосора походив з того регіону, що і президент Руанди Жувеналь Габ'ярімана. Він був пов'язаний з кланом Мадам, відомим пізніше як Аказу, пов'язаним з дружиною президента Агатою Хабіаріманою. Угрупування пропагувало ідеологію сили хуту.
Багосора був присутній на переговорах щодо Арушських угод у серпні 1993 року, але ніколи їх не підтримував.
Багосора відповідав за створення воєнізованих підрозділів самооборони Інтерахамве, які діяли б у кожній комуні країни. Ці групи мали діяти спільно з місцевою поліцією, міліцією та військовими органами. Багосора також відповідав за розповсюдження зброї та мачете по всій Руанді. У період з січня 1993 по березень 1994 року Руанда імпортувала понад 500 000 мачете, що вдвічі більше, ніж у попередні роки.
6 квітня 1994 року президент Габ'ярімана летів до Кігалі, коли його літак вразили дві ракети, випущені з землі. Літак розбився, загинули всі, хто був на борту, включаючи також президента Бурунді Сіпрієна Нтар'яміри.
Після вбивства полковник Багосора разом з полковником Рвагафілітою зібрали прихильників і скликали засідання Кризового комітету. На зібрання запросили командувача миротворчими силами ООН Ромео Даллер. Даллер відхилив пропозицію Багосори про те, щоб військові взяли під контроль політичну ситуацію, і нагадав йому, що в Руанді все ще є уряд на чолі з прем'єр-міністром Агате Увілінгійіманою. Через кілька годин Агате була вбита разом із чоловіком представниками президентської гвардії та армії.
По всій країні почалися масові вбивства. Багато тутсі та помірних хуту було вбито одразу, їхні імена та адреси були в списках. Радіо Mille Collines транслювало підбурювання до вбивств. Вранці 7 квітня десять бельгійських миротворців, які охороняли прем'єр-міністра Агату і які були свідками того, що урядові війська брали в облогу її резиденцію, були роззброєні та доставлені до табору Кігалі, приблизно за 200 метрів від місця, де полковник Багосора проводив збори військових офіцерів. Протягом кількох годин миротворці були вбиті військовими. Під час своїх свідчень полковник Багосора зізнався, що був присутній під час вбивств, хоча стверджував, що нічого не міг зробити, щоб їх зупинити. Смерть десяти бельгійських миротворців спричинила виведення більшості миротворчих військ з Руанди, фактично розчистивши шлях для вбивства.
Протягом наступних 100 днів убили від 500 000 до понад 1 000 000 осіб.
Після втручання армії тутсі Багосора втік до сусіднього Заїру.

### Суд МТР
Пізніше Багосора разом із кількома іншими лідерами хуту переїхав до Камеруну. Саме там його затримали разом з Андре Нтагерурою в 1996 році. У 1997 році він постав перед Міжнародним кримінальним трибуналом щодо Руанди (МТР) в Аруші, Танзанія, перед судом за тринадцятьма пунктами звинувачення в одинадцяти різних міжнародних злочинах. 2 квітня 2002 року розпочався спільний судовий процес з трьома іншими вищими військовими, обвинуваченими як співучасники.
Під час судового розгляду були представлені додаткові свідчення про те, що в 1991 році він та інші співобвинувачені допомагали складати документ, де вони називали етнічну групу тутсі «головним ворогом». Їх також звинуватили в підтримці ЗМІ, відповідальних за поширення ненависті та складання списків жертв.
Суд завершився 1 червня 2007 року.
18 грудня 2008 року Міжнародний кримінальний трибунал визнав Багосору та двох інших старших офіцерів руандської армії, майора Алойса Нтабакузе та полковника Анатоле Нсенгіюмву, винними в геноциді, злочинах проти людства та військових злочинах і засудив їх до довічного ув'язнення .Суд постановив, що Багосора ніс відповідальність за вбивство прем'єр-міністра Агати Увілінгіїмани, десяти бельгійських миротворців, які охороняли прем'єр-міністра в Кігалі, президента Конституційного суду Джозефа Каваруганди і трьох основних лідерів опозиції, Фаустіна Рукогози, Фредеріка. Нзамурамбахо та Ландо Ндасінгви. Крім того, суд визнав Багосору винним у організації масових вбивств тутсі в Кігалі та Гісеньї. Однак суд першої інстанції вважав, що були обґрунтовані сумніви, що події до 6 квітня можна було пояснити лише змовою Багосори з іншими, тому він був виправданий за звинуваченням у змові з метою вчинення геноциду до 7 квітня 1994 року
В кінцевому підсумку під час судового розгляду Багосора був засуджений за 10 пунктами звинувачення у восьми різних злочинах, включаючи геноцид, два вбивства (один для руандійців і один для миротворців), знищення, зґвалтування, переслідування, інші нелюдські дії, два пункти звинувачення в насильстві проти життя (один для руандійців і один для миротворців), а також злочин проти особистої гідності. 1 квітня 2021 року його клопотання про умовно-дострокове звільнення було відхилено.
Через п'ять місяців, 25 вересня 2021 року він помер у лікарні в Бамако (Малі), де лікувався від серцевої недостатності.

## У масовій культурі
У фільмі HBO Тим часом в квітні 2005 року, історичній драмі про геноцид в Руанді, Багосору зіграв Еббі Мукіїбі Нкаага.
У фільмі 2007 року «Потиснути руку дияволу», інсценізації книги канадського військового офіцера Ромео Даллера про час, коли він був командувачем Місії ООН з сприяння Руанді, Багосору зобразив бурундійський актор Мішель-Анж Нзоджібвамі.